# نازلي ملكة مصر القرينة
نازلي صبري (25 يونيو 1894 - 29 مايو 1978)، كانت ملكة مصر القرينة من 1919 حتى 1936 بزواجها من الملك فؤاد الأول. أصبحت «الملكة الأم» بعد اعتلاء ابنها فاروق الأول العرش حتّى صدور قرار ملكي بحرمانها من اللقب في 1 أغسطس 1950.

## حياتها المبكرة وتعليمها
وُلدت في 25 يوليو 1984 بالإسكندرية. والدها هو عبد الرحيم باشا صبري الذي كان مديرًا لمديرية المنوفية، وعُيِّن بعد زواجها من الملك فؤاد وزيرًا للزراعة، وأمها هي توفيقة هانم ابنة رئيس وزراء مصر وأبو الدستور المصري محمد شريف باشا. كان لديها شقيقين: حسين صبري وشريف صبري، وشقيقتان: أمينة هانم صبري ونوال صبري.
التحقت نازلي أولاً مدرسة ليسيه بالزاك بالقاهرة، ثم التحقت بعد ذلك بكلية نوتردام دي سيون بالإسكندرية. بعد وفاة والدتها، أُرسلت هي وشقيقتها إلى مدرسة داخلية في باريس لمدة عامين. وبعد عودتها، تزوجت نازلي من قريبها خليل صبري. إلا أن الزواج انتهى بالطلاق بعد أحد عشر شهراً. وبعد الانفصال، أقامت في منزل صفية زغلول، حيث التقت بسعيد زغلول، ابن شقيق زغلول؛ وكان الاثنان مخطوبين حتى انفصل عنها سعيد أثناء نفيه مع عمه سعد زغلول عقب ثورة 1919.

## حياتها الخاصة

### زواجها من فؤاد الأول
رأى سلطان مصر، فؤاد الأول، نازلي لأول مرة في عرض أوبرا. في 12 مايو 1919، تقدم لها فؤاد بطلب الزواج، رغم أنه كان يكبرها بـ 26 عامًا. في 24 مايو 1919 تزوجت نازلي من السلطان فؤاد الأول في قصر البستان بالقاهرة. وكان هذا هو الزواج الثاني لكل من نازلي وفؤاد. وأنجبت منه خمسة أبناء هم:
- فاروق
- فوزية
- فايزة
- فائقة
- فتحية

### زواجها من أحمد حسنين
دخلت في علاقة عاطفية مع أحمد حسنين باشا، وتزوجا عرفيًا، وانتهى هذا الزواج بمقتله على كوبري قصر النيل على يد سائق إنجليزي مخمور عام 1946.
و يرجح أن هذه الزيجة مجرد إشاعة للمداراة على شيء أسوأ كان يشين الملكية في مصر .

## الحياة خارج مصر

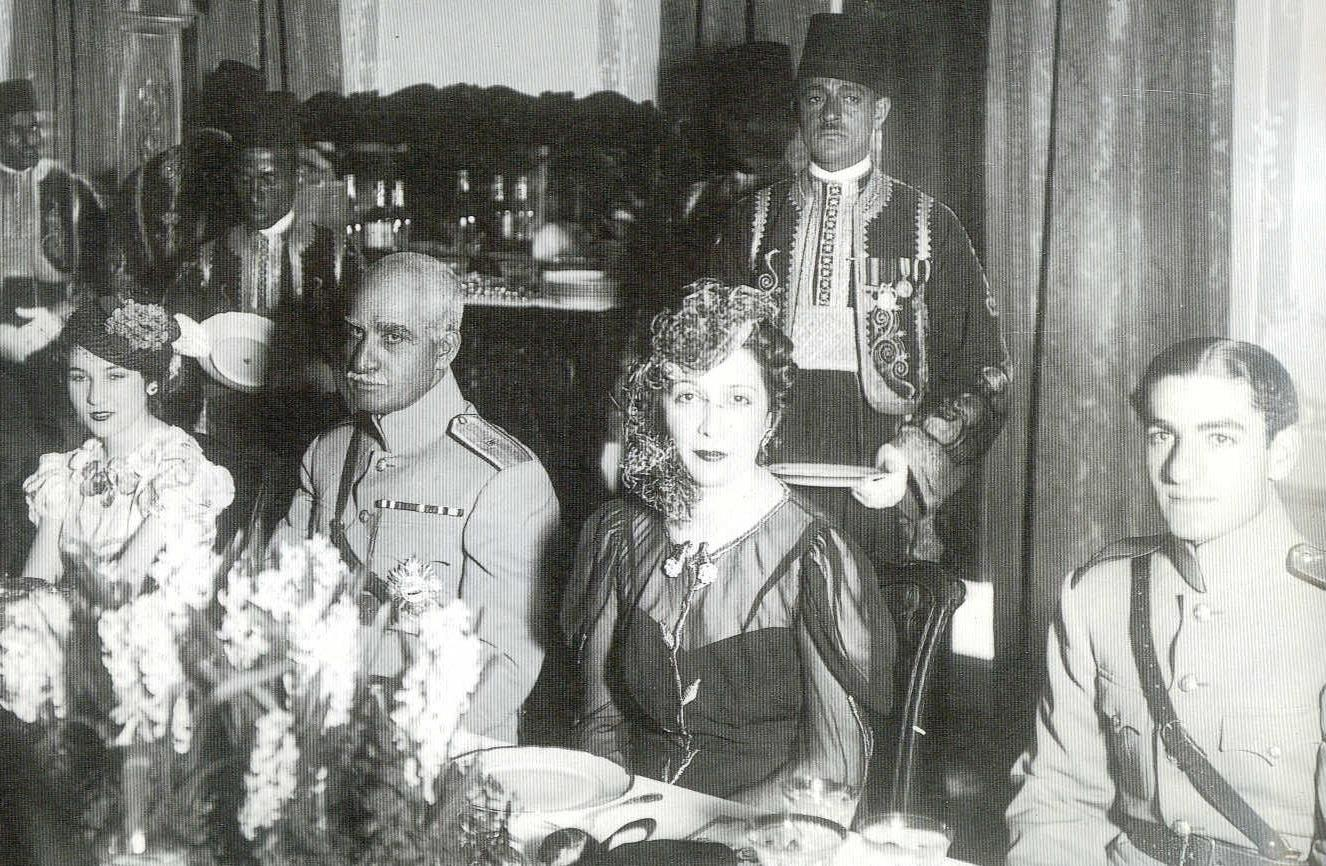
الملكة نازلي مع شاه إيران محمد رضا بهلوي ووالده رضا بهلوي والاميرة فوزية خلال حفلة زفافه بالأميرة فوزية 1939م

قررت عام 1946 الرحيل عن مصر، فجمعت ما تسنّى لها من الأموال في سرية تامة، وأذن لها الملك فاروق بالسفر إلى فرنسا بحجة العلاج من مرض الكلى، وبالفعل سافرت إلى سويسرا ومنها إلى فرنسا، واستقرت فيها للعلاج عدة أسابيع ولكن حالتها لم تتحسن. فسافرت إلى الولايات المتحدة للعلاج أيضًا، واصطحبت معها ابنتيها فائقة وفتحية وكل من كان معها في فرنسا بما فيهم موظف علاقات عامة صغير اسمه رياض غالي مسيحي الديانة. قامت ضجة كبيرة في مصر بعد زواج الأميرة فتحية من رياض غالي، وسمّت نفسها باسم ماري إليزابيث واعتنقت المسيحية هي ووالدتها نازلي  وما لبث الملك فاروق أن أصدر قرارًا بحرمانها من لقب «الملكة الأم» في جلسة مجلس البلاط في 1 أغسطس 1950، وتم الحجر عليها للغفلة وإلغاء وصايتها على ابنتها الأميرة فتحية.
وبالرغم من ذلك اشترت بيتين أحدهما في بيفرلي هيلز والآخر في هاواي وأعطت لرياض غالي توكيلا عاما بإدارة أعمالها، لكنه خسر كل أموالها وابنتها في استثمارات فاشلة ورهن البيتين وتراكمت عليه الديون، مما اضطرها إلى أن تشهر إفلاسها سنة 1974. سكنت بعد ذلك شقة متواضعة في حي للفقراء اسمه «ويست وود» في مدينة لوس أنجلوس. حصلت الأميرة فتحية على حكم بالطلاق من رياض غالي بعد انفصالهما سنة 1965، وفي العام 1976 قتل رياض غالي الأميرة فتحية بإطلاق عدة رصاصات عليها ثم حاول الانتحار. وبعد وفاة ابنتها عاشت إلى أن توفيت في 29 مايو 1978، ودفنت في الولايات المتحدة بعد مراسم دفن تمت في إحدى كنائس لوس أنجلوس.

## أعمال فنية

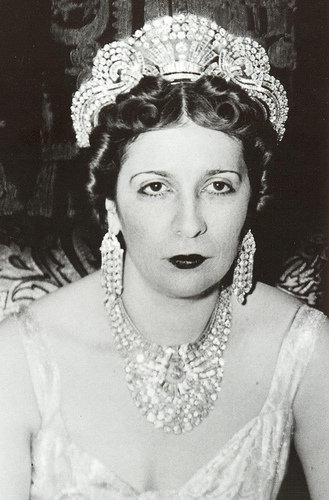

جسدت شخصيتها بعدد من الأعمال الفنية، ومنها:
- فيلم امرأة هزت عرش مصر، جسد شخصيتها فيه عواطف حلمي.
- مسلسل أم كلثوم، جسد شخصيتها فيه ماجدة الخطيب.
- مسلسل الملك فاروق، جسد شخصيتها فيه وفاء عامر.[7]
- مسلسل أسمهان، جسد شخصيتها فيه عزة جمال.
- مسلسل ملكة في المنفى عن قصة حياتها، وجسد شخصيتها فيه نادية الجندي.[8]
- مسلسل كاريوكا، جسد شخصيتها فيه سهيلة حسين.
- مسلسل حواري وقصور، جسد شخصيتها فيه رانيا فريد شوقي.
- مسلسل الإيراني معامي شاه، جسد شخصيتها فيه فرزانه نشاط‌خواه